# Liparus
Genre
Liparus est un genre d'insectes de l'ordre des coléoptères, de la famille des Curculionidae, des charançons de la sous-famille des Molytinae.

## Liste d'espèces
Selon Catalogue of Life (17 aout 2021) :
- Liparus anglicanus Dalla Torre & Schenkling, 1932
- Liparus baldensis Reitter, E., 1896
- Liparus besseri Boheman, C.H. in Schönherr, C.J., 1842
- Liparus carinaerostris Rey, C., 1894
- Liparus carnicus Schweiger, 1949
- Liparus caucasicola Semenov, 1898
- Liparus cornix Olivier, A.G., 1807
- Liparus coronatus (Goeze, J.A.E., 1777)
- Liparus danieli Apfelbeck, 1928
- Liparus dinaricus Müller, 1946
- Liparus dirus (Herbst, J.F.W., 1795)
- Liparus engadinensis Reitter, E., 1897
- Liparus excellens Petri, K., 1894
- Liparus fallax Baudi, 1889
- Liparus flavomaculatus Sturm, 1826
- Liparus funestus Olivier, A.G., 1807
- Liparus germanus (Linnaeus, C., 1758)
- Liparus glabratus Stierlin, W.G., 1893
- Liparus glabrirostris Küster, 1849
- Liparus graecus Brullé, 1832
- Liparus grappensis Grandi, 1907
- Liparus hispidus Latreille, P.A., 1813
- Liparus illegitimus Heer, 1834
- Liparus illyricus Ullrich,
- Liparus inornatus Fleischer, 1925
- Liparus integer Lomnicki, 1924
- Liparus intermedius Reitter, E., 1923
- Liparus interruptus Magnano, 1955
- Liparus laevigatus Steven,
- Liparus laevirostris Dalla Torre & Schenkling, 1932
- Liparus lewisi Dalla Torre & Schenkling, 1932
- Liparus magnanoi Schweiger, 1949
- Liparus marginicollis Hoffmann, 1955
- Liparus mariai Grandi, 1906
- Liparus occidentalis Schweiger, 1949
- Liparus olivieri Boheman, C.H. in Schönherr, C.J., 1842
- Liparus ornatus Endrödi, 1960
- Liparus paulopunctatus Pic, 1933
- Liparus pauper Endrödi, 1960
- Liparus petrii Reitter, E., 1896
- Liparus piceus Leach,
- Liparus politus Endrödi, 1960
- Liparus punctatostriatus Bertol., 1893
- Liparus punctatus
- Liparus punctipennis Reitter, E., 1896
- Liparus ruffoi Magnano, 1949
- Liparus rugipennis Kraatz, G., 1896
- Liparus seriatopunctatus Heyden, L. von, 1886
- Liparus seriepunctatus Perty, M., 1910
- Liparus solarii Magnano, 1949
- Liparus striatopunctatus Petri, 1910
- Liparus striatus Endrödi, 1960
- Liparus sulcifrons Petri, K., 1910
- Liparus sulcirostris Desbrochers, J., 1871
- Liparus tenebriodes
- Liparus tenebrioides Lomnicki, 1924
- Liparus tesselatus Say, 1824
- Liparus teutonus
- Liparus tigris
- Liparus transsylvanicus Petri, K., 1895
- Liparus turkestanicus Reitter, E., 1896
- Liparus zoufali Reitter, 1923